# 賈赫羅姆
賈赫羅姆是伊朗的城市，位於該國南部，由法爾斯省負責管轄，距離首府設拉子190公里，始建於5,500年前左右，面積6平方公里，海拔高度1,120米，2012年人口107,499。

## 外部連結
- chashmandaz
- Jahrom.org
- jict.org